# Nishio

Nishio (西尾市 Nishio-shi?) este un municipiu din Japonia, prefectura Aichi.